# 현재윤
현재윤(玄在潤, 1979년 7월 8일 ~ )은 전 KBO 리그 LG 트윈스의 포수이자, 현재 중국야구리그 장쑤 페가수스의 배터리코치이다.
부업으로 유제품을 판매하고 있다.

## 프로 입단 전
신일고등학교 재학 시절 1998년 신인 드래프트에서 삼성 라이온즈의 2차 4순위 지명을 받았으나, 프로 입단 대신 성균관대학교(1998학번)에 입학한다.

## 삼성 라이온즈시절
성균관대학교를 졸업하고 2002년 삼성 라이온즈에 입단하였다. 병역비리 사건에 연루되어 구속되었다. 2005년부터 공익근무요원으로 군 복무를 하였고 2007년 소속 팀인 삼성으로 복귀했다.
2004년에 기록한 최다 경기 출장(77경기), 타수(210), 안타(45안타)(2할1푼4리) 기록을 2009년(99경기 245타수 53안타, 2할4푼1리)에 경신했다. 진갑용의 시즌 아웃으로 2009년에는 출장이 더 많았지만, 그도 부상에서 자유롭지 못했다.
2012년에는 백업 경쟁자인 이지영에게 완벽히 밀리며 1군에 올라오지 못했고, 그 해 12월 14일 삼성 라이온즈와 LG 트윈스 간의 3:3 트레이드를 통해 LG 트윈스로 이적하였다. 이는 양 구단 간 최초의 트레이드이다.

## LG 트윈스시절
트레이드 후 1군에 복귀했으며, 2013년 데뷔 첫 올스타에 선정되었으나 7월 9일 잠실 NC전에서 찰리의 투구를 맞고 왼 손목 골절상을 당해 올스타전 출전권을 김태군에게 넘겼고, 주전포수는 KIA 타이거즈 포수 차일목이 나왔다. 이후 고질적인 왼손 엄지손가락 통증으로 2014년 12월 29일 현역 은퇴를 선언했다.

## 야구선수 은퇴 후
2015년에 SBS 스포츠의 야구 해설위원으로 활동했으며 2016년 10월 현재 중국 프로리그 장쑤(江蘇) 천마팀에서 배터리 코치로 활동 중이다.

## 출신학교
- 1986년 ~ 1992년 : 서울수유초등학교
- 1992년 ~ 1995년 : 신일중학교
- 1995년 ~ 1997년 : 신일고등학교
- 1998년 ~ 1999년 : 성균관대학교 (1998학번)

### 경기 출전 기록
- 2002년 4월 13일 대구구장 한화 전 : 프로 데뷔 첫 출장
- 2002년 4월 14일 대구구장 한화 전 : 프로 데뷔 첫 안타
- 2002년 8월 2일 대구구장 현대 전 : 프로 데뷔 첫 홈런
- 2002년 10월 18일 사직구장 롯데 전 : 프로 데뷔 첫 선발 출장
- 2008년 6월 1일 대구구장 SK 전 : 2008시즌 첫 출장
- 2008년 6월 11일 대구구장 한화 전 : 2008 시즌 첫 안타
- 2008년 6월 15일 대구구장 두산 전 : 2008 시즌 첫 홈런
- 2008년 10월 20일 잠실구장 PS 4차전 두산 전 : 프로 데뷔 포스트 시즌 첫 선발 출장
- 2009년 4월 4일 대구구장 LG 전 : 프로 데뷔 개막전 첫 선발 출장
- 2009년 4월 4일 대구구장 LG 전 : 2009 시즌 첫 안타(mvp)
- 2009년 4월 8일 목동구장 히어로즈 전 : 2009 시즌 첫 홈런
- 2010년 8월 26일 대구구장 두산 전 :2010 시즌 첫 홈런
- 2013년 3월 31일 문학구장 SK 전 :2013 시즌 첫 홈런(이적후 첫 홈런, 2013시즌 팀(LG트윈스) 2호 홈런, 상대투수 : 크리스 세든, 948일만의 홈런)
- 2014년 10월 31일 잠실구장 PS 4차전 넥센 전 : 현역 마지막 출장

### 연도별 기록
| 시즌 | 경기 | 타수 | 득점 | 안타                              | 타점 | 타율 | 장타율 | 출루율 |
| ---- | ---- | ---- | ---- | --------------------------------- | ---- | ---- | ------ | ------ |
| 2002 | 20   | 22   | 2    | 5(1홈런)                          | 2    | 227  | 364    | 227    |
| 2003 | 34   | 54   | 4    | 9(2루타 2개)                      | 4    | 167  | 204    | 220    |
| 2004 | 77   | 210  | 29   | 45(2루타 10개, 4홈런)             | 20   | 214  | 319    | 259    |
| 2007 | 6    | 2    |      |                                   |      |      |        | 333    |
| 2008 | 67   | 125  | 9    | 31(2루타 8개, 3루타 1개, 2홈런)   | 19   | 248  | 376    | 276    |
| 2009 | 99   | 245  | 29   | 59(2루타 12개, 3루타 2개, 2홈런)  | 20   | 241  | 331    | 315    |
| 합계 | 303  | 658  | 73   | 149(2루타 32개, 3루타 3개, 9홈런) | 65   | 226  | 325    | 282    |

### 조건별 기록

##### 상대팀별 기록(09시즌)
| 상대     | 경기 | 타수 | 득점 | 안타                           | 타점 | 타율 | 장타율 | 출루율 |
| -------- | ---- | ---- | ---- | ------------------------------ | ---- | ---- | ------ | ------ |
| 한화     | 17   | 43   | 5    | 10                             | 2    | 233  | 233    | 313    |
| KIA      | 10   | 27   | 1    | 8(2루타 3개)                   | 3    | 296  | 407    | 321    |
| LG       | 17   | 47   | 4    | 14(2루타 4개,3루타 1개,1홈런)  | 3    | 298  | 489    | 313    |
| 롯데     | 12   | 30   | 3    | 6                              | 2    | 200  | 200    | 273    |
| 두산     | 14   | 38   | 4    | 8(2루타 2개,3루타 1개)         | 4    | 211  | 316    | 340    |
| SK       | 14   | 23   | 4    | 3                              | 1    | 130  | 130    | 286    |
| 히어로즈 | 15   | 37   | 8    | 10(2루타 3개,1홈런)            | 4    | 270  | 432    | 341    |
| 합계     | 99   | 245  | 29   | 59(2루타 12개,3루타 2개,2홈런) | 20   | 241  | 331    | 315    |

##### 월별 기록 (2009)
| 월   | 경기 | 타수 | 득점 | 안타                           | 타점 | 타율 | 장타율 | 출루율 |
| ---- | ---- | ---- | ---- | ------------------------------ | ---- | ---- | ------ | ------ |
| 4월  | 18   | 55   | 2    | 16(2루타 4개,3루타 1개,1홈런)  | 6    | 291  | 455    | 322    |
| 5월  | 23   | 50   | 8    | 12(2루타 2개)                  | 3    | 240  | 280    | 333    |
| 6월  | 23   | 57   | 8    | 12(2루타 1개,3루타 1개, 1홈런) | 5    | 211  | 316    | 297    |
| 7월  | 11   | 28   | 6    | 9(2루타 2개)                   | 3    | 321  | 393    | 424    |
| 8월  | 12   | 28   | 2    | 7(2루타 2개)                   | 6    | 250  | 321    | 300    |
| 9월  | 12   | 27   | 3    | 3(2루타 1개)                   | 1    | 111  | 148    | 200    |
| 합계 | 99   | 245  | 29   | 59(2루타 12개,3루타 2개,2홈런) | 20   | 241  | 331    | 315    |

##### 요일 기록 (2009)
| 요일   | 경기 | 타수 | 득점 | 안타                           | 타점 | 타율 | 장타율 | 출루율 |
| ------ | ---- | ---- | ---- | ------------------------------ | ---- | ---- | ------ | ------ |
| 화요일 | 17   | 44   | 4    | 7(2루타 1개)                   | 1    | 159  | 182    | 245    |
| 수요일 | 17   | 36   | 9    | 10(2루타 1개,1홈런)            | 4    | 278  | 389    | 366    |
| 목요일 | 19   | 46   | 4    | 8                              | 2    | 174  | 174    | 269    |
| 금요일 | 12   | 32   | 4    | 10(2루타 3개)                  | 2    | 313  | 406    | 405    |
| 토요일 | 14   | 36   | 3    | 12(2루타 3개,3루타 1개)        | 4    | 333  | 472    | 390    |
| 일요일 | 20   | 51   | 5    | 12(2루타 4개,3루타 1개,1홈런)  | 7    | 235  | 412    | 264    |
| 합계   | 99   | 245  | 29   | 59(2루타 12개,3루타 2개,2홈런) | 20   | 241  | 331    | 315    |

##### 주/야간별 기록 (2009)
| 구분 | 경기 | 타수 | 득점 | 안타                           | 타점 | 타율 | 장타율 | 출루율 |
| ---- | ---- | ---- | ---- | ------------------------------ | ---- | ---- | ------ | ------ |
| 주간 | 10   | 26   | 3    | 8(2루타 2개,3루타 1개,1홈런)   | 3    | 308  | 577    | 308    |
| 야간 | 89   | 219  | 26   | 51(2루타 10개,3루타 1개,1홈런) | 17   | 233  | 301    | 316    |
| 합계 | 99   | 245  | 29   | 59(2루타 12개,3루타 2개,2홈런) | 20   | 241  | 331    | 315    |

##### 홈/방문별 기록 (2009)
| 구분 | 경기 | 타수 | 득점 | 안타                           | 타점 | 타율 | 장타율 | 출루율 |
| ---- | ---- | ---- | ---- | ------------------------------ | ---- | ---- | ------ | ------ |
| 홈   | 45   | 98   | 10   | 27(2루타 7개,3루타 1개)        | 8    | 276  | 367    | 333    |
| 방문 | 54   | 147  | 19   | 32(2루타 5개,3루타 1개,2홈런)  | 12   | 218  | 306    | 303    |
| 합계 | 99   | 245  | 29   | 59(2루타 12개,3루타 2개,2홈런) | 20   | 241  | 331    | 315    |

### 수상 경력
- 1997년 황금사자기 타격상(5할3푼8리)
- 1997년 황금사자기 수훈상